# Mordellistena pulcherima
Mordellistena pulcherima es una especie de coleóptero de la familia Mordellidae.

## Distribución geográfica
Habita en Northern Territory (Australia).